# Cantonul Cajarc
Cantonul Cajarc este un canton din arondismentul Figeac, departamentul Lot, regiunea Midi-Pyrénées, Franța.

## Comune
| Comune              | Populație (1999) | Cod poștal | Cod INSEE |
| ------------------- | ---------------- | ---------- | --------- |
| Cadrieu             | 142              | 46160      | 46041     |
| Cajarc              | 1 114            | 46160      | 46045     |
| Carayac             | 82               | 46160      | 46056     |
| Frontenac           | 71               | 46160      | 46116     |
| Gréalou             | 224              | 46160      | 46129     |
| Larnagol            | 157              | 46160      | 46155     |
| Larroque-Toirac     | 135              | 46160      | 46157     |
| Marcilhac-sur-Célé  | 194              | 46160      | 46183     |
| Montbrun            | 101              | 46160      | 46198     |
| Puyjourdes          | 49               | 46260      | 46230     |
| Saint-Chels         | 139              | 46160      | 46254     |
| Saint-Jean-de-Laur  | 177              | 46260      | 46270     |
| Saint-Pierre-Toirac | 121              | 46160      | 46289     |
| Saint-Sulpice       | 109              | 46160      | 46294     |